# Get Bruce
Pour plus de détails, voir Fiche technique et Distribution.
Get Bruce est un film américain réalisé par Andrew J. Kuehn, sorti en 1999.

## Synopsis
Un documentaire sur le travail du comédien américain Bruce Vilanch.

## Fiche technique
- Titre : Get Bruce
- Réalisation : Andrew J. Kuehn
- Musique : Michael Feinstein
- Photographie : José Louis Mignone
- Montage : William Flicker et Maureen Nolan
- Production : Andrew J. Kuehn
- Société de production : AJK
- Pays :  États-Unis
- Genre : Documentaire
- Durée : 82 minutes
- Dates de sortie : 
  - États-Unis : 24 janvier 1999

## Distribution
- Bruce Vilanch
- Whoopi Goldberg
- Bette Midler
- Robin Williams
- Nathan Lane
- Lily Tomlin
- Raquel Welch
- Michael Feinstein
- Shirley MacLaine
- Florence Henderson
- Steven Seagal
- Michael Douglas
- Paul Reiser
- Danny Harris
- Jenifer Lewis
- Roseanne Barr
- Carol Burnett
- Jeff Margolis
- Salma Hayek
- Dora Mendoza
- Paul Guerro
- Henne Vilanch
- Michele Lee
- Billy Crystal
- George Schlatter
- Stephen Pouliot
- Susan Futterman
- Marc Shaiman
- Michael Smith
- James Loyce
- Don Scotti
- Christine Baranski
- Tim Curry
- Traci Lords
- Tom Vergron
- David Copperfield
- Margaret Cho
- Beverly D'Angelo
- Ali MacGraw
- Lauren Bacall
- Merry Clayton
- Tim Bock

## Accueil
Le film a reçu un accueil favorable de la critique. Il obtient un score moyen de 61 % sur Metacritic.